# Konrad Koselleck
Konrad Fabian Koselleck (* 9. März 1971 in Heidelberg) ist ein deutscher Jazzmusiker (Pianist, Arrangeur, Komponist, Orchesterleiter, auch Bassist). Er gilt als einer der Top-Arrangeure der Niederlande.
Koselleck, Sohn des Historikers Reinhart Koselleck, wuchs in Bielefeld auf und studierte zwischen 1992 und 1998 am Konservatorium von Hilversum bei Frans Elsen, Rob Madna, Henk Elkerbout und Rob van Bavel, um dann bis 2001 ein Aufbaustudium in Arrangement und Komposition anzuschließen. 2004 gründete er die Konrad Koselleck Big Band, die jeden zweiten Monat im Amsterdamer Bimhuis auftritt, aber auch auf dem North Sea Jazz Festival und dem Amsterdamer Grachtenfestival konzertierte. Bei Mons Records legte er 2010 mit diesem Klangkörper das Album My Favorites Sing! vor. Mit der Bigband spielt er nicht nur Jazztitel (mit Lydia van Dam), sondern auch Stücke aus der Klassik und der Neuen Musik, so Mozarts Arie der „Königin der Nacht“ (mit Claron McFadden). Er arrangierte auch Maurice Ravels „Konzert D-Dur für die linke Hand“ und ließ die Solostimme durch Baritonsaxophon (Ties Mellema und Katharina Thomsen) interpretieren.  Sein Programm The Concert to End All Wars (mit Ellen ten Damme und Vincent Bijlo) führte er auch auf Schauplätzen des Ersten Weltkrieges wie in Ypern auf.
Er komponierte die Musik zur Steptanzperformance "100 Leidenschaften" der Sebastian Weber Dance Company, die 2024 an der Staatsoperette Dresden uraufgeführt wurde.